# Олімпійський стадіон (Лондон)
Олімпійський стадіон — багатофункціональний стадіон у складі Олімпійського парку королеви Єлизавети у Стратфорді, Лондон. Побудований як центральна арена літніх Олімпійських та Паралімпійських ігор 2012 року. На ньому пройшли змагання з легкої атлетики, а також церемонії відкриття та закриття Ігор. Після ігор стадіон був реконструйований для багатоцільового використання, і тепер він насамперед слугує домашньою ареною клубу Прем'єр-ліги «Вест Гем Юнайтед».
Підготовка майданчика для стадіону почалася в середині 2007 року, а будівництво офіційно стартувало 22 травня 2008 року. У березні 2012 року на стадіоні відбувся перший публічний захід, фінішна лінія для забігу знаменитостей, організованого британською Національною лотереєю. Стадіон вміщував 80 000 людей для Олімпійських і Паралімпійських ігор, що після перевідкриття в липні 2016 року змінилося на 66 000 сидячих місць, проте місткість для футболу була обмежена 60 000 за тогочасними умовами оренди. Рішення зробити «Вест Гем Юнайтед» основними орендарями було суперечливим, оскільки початковий процес вибору орендаря довелося переробити.
Стадіон у 2017 році прийняв чемпіонат світу з легкої атлетики та з паралімпійської атлетики — вперше в історії, коли обидва заходи проводилися на одній арені в одному році. Щороку тут проводиться етап Діамантової ліги IAAF під нвзвою Гран-прі Лондона, який іноді називають Лондонськими ювілейними іграми. Також він прийняв кілька матчів Кубку світу з регбі-15 2015.
Стадіон також може приймати концерти з кількістю до 80 000 глядачів, а завдяки своїй овальній формі та сидінням, які можна переставляти, вважається, що він має потенціал для проведення інших видів спорту, таких як бейсбол і крикет. У червні 2019 року тут відбувся перший в історії матч регулярного сезону Вищої бейсбольної ліги США в Європі, у якому «Бостон Ред Сокс» зіграли серію з двох ігор проти «Нью-Йорк Янкіз».

## Проєктування та будівництво

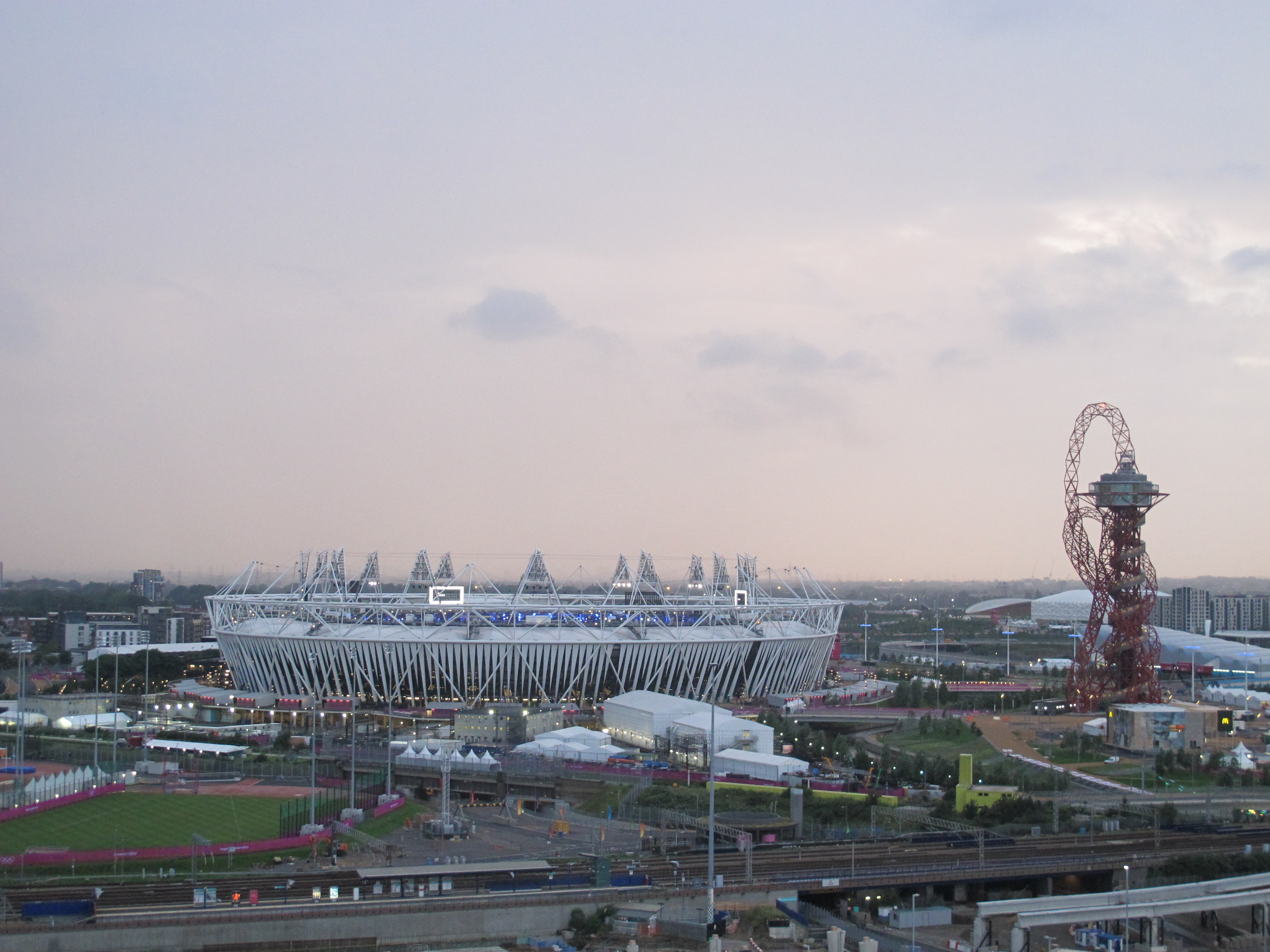
Стадіон в липні 2012

### Олімпійський дизайн

#### Завдання на проєкт
Під час заявки Лондона на проведення ігор рекламні матеріали містили головний стадіон із дахом, «спроєктованим таким чином, щоб огортатися навколо арени, як м’язи, що підтримують тіло»; однак на той час не було узгоджено офіційне завдання на проєктування. Поки тривав процес розгляду заявок, Вест Гем вів переговори з Olympic Delivery Authority про участь у розробці багатоцільового стадіону, якщо заявка Лондона переможе. Уряд віддав перевагу розробці технічної документації для стадіону, призначеного лише для легкої атлетики, який після ігор буде в основному розібрано, а нижній ярус залишиться на місці як постійний легкоатлетичний комплекс на заміну Національному спортивному центру «Крістал Пелес». Коли оригінальний олімпійський проєкт був завершений, уряд змінив думку, і було розпочато процес розгляду заявок для постолімпійських орендарів.
13 жовтня 2006 року Лондонський організаційний комітет Олімпійських і Паралімпійських ігор (LOCOG) підтвердив, що він обрав компанії «Sir Robert McAlpine» та «Populous» для того, щоб розпочати ексклюзивні переговори щодо виконання можливого контракту на проєктування та будівництво нового Олімпійського стадіону після того, як жодна інша організація не виявилася відповідною критеріям тендеру. Проєктування стадіону було розпочато 7 листопада 2007 року.

#### Деталі оригінальної конструкції
Будівництво стадіону розпочалося з випередженням графіка на три місяці у травні 2008 року, після того, як було розкопано чашу конструкції та розчищено територію. Будівництво стадіону було завершено в березні 2011 року, як повідомлялося, вчасно та в рамках бюджету, а легкоатлетична доріжка була вкладена в жовтні 2011 року.
Легкоатлетична арена стадіону викопана з м’якої глини, що була на цьому місці. Навколо неї розташовані постійні місця для сидіння на 25 000 глядачів, побудовані за допомогою бетонних «граблів». Природний ухил землі включений у проєкт — зони для розминки та переодягання викопані у напівпідвальному положенні в нижньому кінці. Глядачі заходять на стадіон через подіумний рівень, який розміщений нарівні з верхньою частиною постійної чаші для сидіння. Легкий розбірний верхній ярус зі сталі та збірного бетону був надбудований з цієї «чаші», щоб вмістити ще 55 000 глядачів.

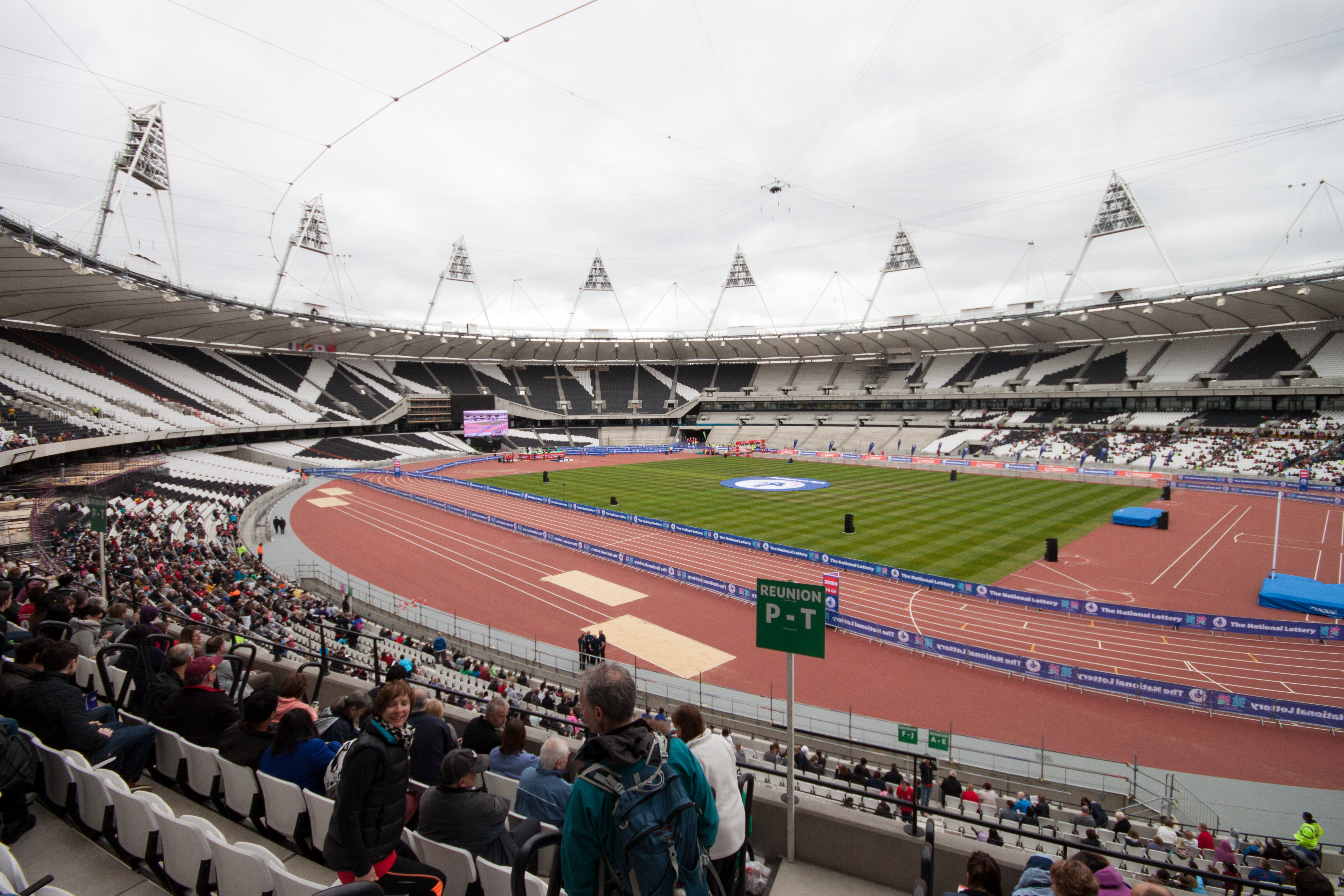
Внутрішній вигляд Олімпійського стадіону

Стадіон складається з різних ярусів; під час Ігор стадіон міг вмістити 80 000 глядачів. Базовий ярус, який розрахований на 25 000 місць, являє собою заглиблену еліптичну чашу, яка складається з бетону з низьким вмістом вуглекислого газу; він містить на 40 відсотків менше вуглецю, ніж звичайний бетон. Фундамент базового рівня складається з 5000 паль, які досягають глибини до 20 метрів. Вони являють собою суміш забитих паль, залитих на місці, паль безперервного шнека та вібробетонних колон. Другий ярус вміщує 55 000 місць і має розміри 315 на 256 м і висоту 60 м. Стадіон містить менше чверті сталі, ніж Олімпійський стадіон у Пекіні для літніх Олімпійських ігор 2008 року, приблизно 10 700 тонн. На стадіоні у компресійних фермах також використовуються високопродуктивні труби великого діаметру, які були зайвими після завершення проектів газопроводу в Північному морі, а також перероблений граніт. Багато будівельних виробів транспортувалися за допомогою потягів і барж, а не вантажівок.

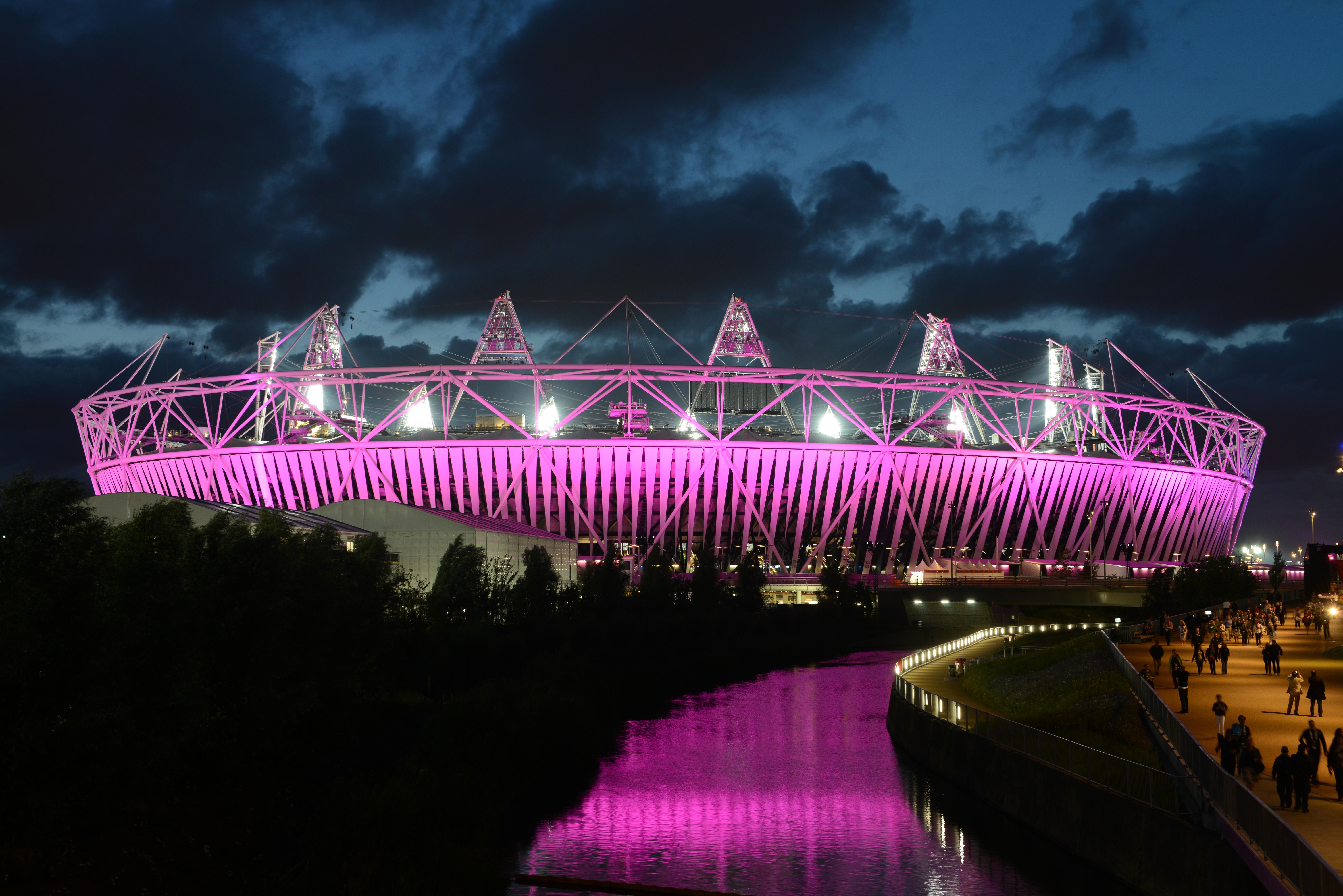
Олімпійський сиадіон під час Олімпійських ігор 2012

Під час Олімпійських ігор зовнішню поверхню покривала плівка-обгортка, профінансована компанією Dow Chemical Company, щоб мати можливість розмістити на ній рекламу до 26 червня 2012 року. Обгортка була виготовлена з поліестеру та поліетилену і надрукована за допомогою ультрафіолетових чорнил. Обгортка була зроблена зі шматків матеріалу висотою 20 метрів і довжиною 900 метрів. Остаточний дизайн обгортки складався з тканинних панелей шириною 2,5 метри, скручених під кутом 90 градусів, щоб забезпечити доступ до стадіону в нижній частині конструкції, і утримувався на місці за допомогою натягнутих тросів.
Щоб забезпечити швидке збирання на місці, з’єднання компресійних ферм та колон даху було виконанано болтами; це дозволило легко розібрати конструкцію даху після церемоній закриття. Підтримувана тросами конструкція даху покривала приблизно дві третини місць для сидіння на стадіоні. На його даху, що досягав висоти у 70 метрів над ігровим полем, містилося 14 освітлювальних веж, які разом мали 532 окремі прожектори потужністю 2 кВт. Освітлення вперше офіційно увімкнули в грудні 2010 року прем'єр-міністр Девід Кемерон і мер Лондона Борис Джонсон. Під час ігор вежі були оснащені додатковим церемоніальним освітленням, а чотири вежі містили великі тимчасові відеоекрани.

#### Внутрішнє облаштування
Стадіон був обладнаний легкоатлетичною доріжкою італійської компанії Mondo з дев'ятьма доріжками на 400 метрів, яка була найновішою версією Mondotrack FTX. Газон на стадіоні був вирощений у Сканторпі та був сумішшю насінь багаторічної пажитниці, гладкостебельної лугової трави та костриці. Щоб покрити поле, знадобилося 360 рулонів трави, її поклали в березні 2011 року.
80 000 сидінь стадіону мали чорно-білу тему «фрагментів», яка відповідала загальному брендовому дизайну, використаному організаційним комітетом LOCOG для Лондона 2012. Усі лінії були зосереджені на фінішній лінії на доріжці. Сидіння були виготовлені в Лутоні та були встановлені в період з травня по грудень 2010 року.
Під час Ігор трибуни стадіону містили розроблену Tait Technologies світлову систему, яка дозволяла їм функціонувати як гігантський відеоекран. Між кожним кріслом було встановлено окремі «пелюстки», що мали по дев’ять світлодіодних пікселів, якими керували через центральну систему для відображення відеоконтенту довкола всього стадіону. Система передусім призначалася для використання під час церемоній Олімпіад та Паралімпіад. Цю технологію також застосували на Олімпійському стадіоні в Пхьончхані, який приймав Зимові Олімпійські ігри 2018 року.

### Реакція
Спочатку дизайн стадіону отримав неоднозначну реакцію ЗМІ, відгуки варіювалися від «чудового» до глузливого прізвиська «миска бланманже». Дизайн презентувався як приклад «сталого розвитку», але деякі архітектурні критики поставили під сумнів як його естетичну цінність, так і відповідність статусу національної ікони, особливо в порівнянні з Пекінським національним стадіоном. Наприклад, Елліс Вудман, архітектурний критик журналу «Building Design», прокоментував дизайн так: «Принцип його розбірності дуже вітається... він демонструє очевидний інтерес до встановлення економії коштів і як такий є антиподом Олімпійського стадіону 2008 року в Пекіні. Але хоча це досягнення, це не архітектурне досягнення. З точки зору дизайну, те, на що ми дивимося, досить розчаровує». Далі він розкритикував процеси закупівлі та проєктування, та заявив, що останній мав бути предметом архітектурного конкурсу. Аманда Байє в статті у «Building Design» поставила під сумнів твердження дизайнера стадіону про те, що він є екологічним і має хороше відношення ціни та якості. Натомість, вона стверджувала, щр реальність буде протилежною, зокрема:
- Тимчасовий дах не можна було повторно використовувати для покриття постійної зони для сидіння на 25 000 місць, враховуючи різницю в розмірах;
- малоймовірно, що прибрані місця будуть потрібні для будь-якої іншої події, наприклад, Ігор Співдружності в Глазго;
- витрати, пов’язані з демонтажем стадіону і навколишніх об'єктів не були враховані в оцінної вартості.[38]

Незважаючи на критику, Олімпійський стадіон був номінований на премію Стірлінга в галузі архітектури 2012 року, де поступився лабораторії Сейнсбері Кембриджського університету.

### Острів

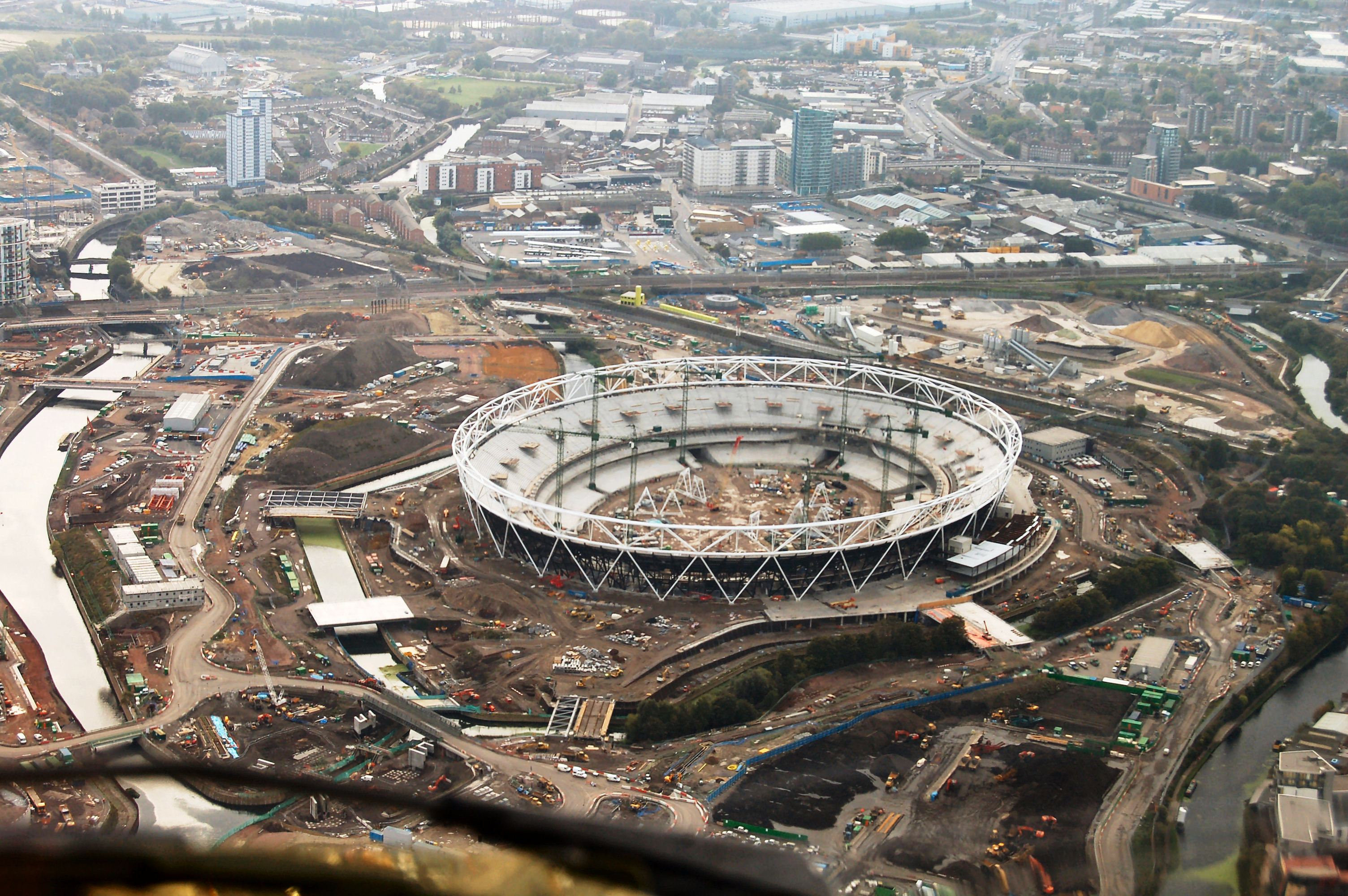
Будівництво Олімпійського стадіону в жовтні 2009 року

Ділянка стадіону розташована на колишній промисловій території між річкою Лі (яка знову з’єднується з річкою Лі-Навгейшн нижче шлюзу Олд-Форд-Лок), річкою Сіті-Мілл і річкою Олд-Паддінг-Мілл, які всі є частинами системи річок Боу-Бек. Інша гілка цієї системи, Сент-Томас-Крік, розташована 200 метрів (660 футів) на південь від стадіону та завершує «острів», оточений водою. За 200 метрів (660 футів) на схід протікає річка Вотерворкс з Лондонським центром водних видів спорту на її східному березі.
Цей «острів» для стадіону розташований у південній частині Олімпійського парку. Щоб звільнити місце для його будівництва, було засипано уже частково перекриту річку Паддінг-Мілл, коротке русло річки Лі, що пролягало від західного боку стадіону на південний схід через ділянку.